# Sebas Coris
Sebastián "Sebas" Coris Cardeñosa, né le 31 mai 1993 à Tossa de Mar en Espagne, est un footballeur espagnol évoluant au poste d'ailier au Real Oviedo.